# Michael Papajohn
Michael Papajohn (Birmingham, 7 novembre 1964) è un attore e stuntman statunitense conosciuto principalmente per aver interpretato il ruolo di Dennis Carradine nei film Spider-Man e Spider-Man 3 diretti da Sam Raimi.

## Biografia
Michael Papajohn nasce il 7 novembre 1964 nel sobborgo di Vestavia Hills di Birmingham nello stato dell'Alabama, da una famiglia di origini greche. Frequenta gli studi alla Vestavia Hills High School dove si diploma nel 1983 e successivamente frequenta per due anni il Gulf Coast Community College a Panama City in Florida. Nel 1985 gli viene proposto di entrare nella Major League Baseball nella squadra dei Texas Rangers, ma decise di rifiutare per accettare una borsa di studio dell'Università della Louisiana di Baton Rouge. Arrivato all'Università della Louisiana entra nella squadra di baseball, la LSU Tigers baseball all'epoca allenata da Skip Bertman, dove gioca nel ruolo di esterno. Partecipa al torneo Southeastern Conference del 1986, che la squadra riuscì a vincere anche grazie al suo contributo.

### Carriera
Nel 1987, nel periodo in cui Papajohn stava ancora frequentando l'università, il regista Taylor Hackford stava effettuando alcune riprese per il film Un amore, una vita proprio nella sua scuola, e la produzione cercava alcuni atleti a cui far interpretare dei membri di alcune squadre di calcio. L'attore decise di partecipare alle riprese e, dopo una chiacchierata con Hackford e l'approvazione del suo allenatore, decise addirittura di trasferirsi a Hollywood, dove partecipò come stuntman alle riprese del film, riuscendo anche a scambiare qualche battuta con gli attori John Goodman e Jessica Lange. Grazie a questa sua prima esperienza Michael riuscì anche ad ottenere la sua tessera del Screen Actors Guild. Dal quel momento in poi iniziò ad apparire sia come attore che come stuntman in numerose produzioni.
Nel corso degli anni '90 lo si può vedere in piccoli ruoli in pellicole come Predator 2 (1990), L'ultimo boy scout (1991), The Babe - La leggenda (1992), Campione per forza (1992), Un lavoro da grande (1994), La chiave magica (1995), L'eliminatore - Eraser (1996), Spawn (1997) (anche come stuntman), My Giant (1998), Fino all'inferno (1999) e Gioco d'amore (1999), mentre come stuntman ha partecipato a film come L'impero del crimine (1991), Patto di sangue (1993), A Boy Called Hate (1995), Scomodi omicidi (1996), Traffico di diamanti (1997), Titanic (1997), Starship Troopers - Fanteria dello spazio (1997), Waterboy (1998), Nemico pubblico (1998) e Inspector Gadget (1999).
Durante gli anni 2000 e i successivi anni 2010 continua costantemente a recitare in molte produzioni sia cinematografiche che televisive, ottenendo in alcuni casi anche ruoli più rilevanti. Nel 2002 ottiene uno dei suoi primi ruoli importanti, viene infatti scelto per interpretare il ruolo del ladro che uccide lo zio di Peter Parker Ben nel film Spider-Man di Sam Raimi. Tornerà ad interpretare questo ruolo anche nel terzo capitolo della saga, Spider-Man 3, in cui si scopre che il ladro è un complice dell'Uomo Sabbia. Negli anni seguenti inoltre partecipa, tra gli altri, ai film Il risolutore (2003) (anche come stuntman), Hulk (2003), Terminator 3 - Le macchine ribelli (2003), La casa di sabbia e nebbia (2003), Domino (2005) (anche come stuntman), L'altra sporca ultima meta (2005), Die Hard - Vivere o morire (2007) (anche come stuntman), Il nome del mio assassino (2007), Superhero - Il più dotato fra i supereroi (2008), Terminator Salvation (2009), Land of the Lost (2009) (anche come stuntman), Transformers - La vendetta del caduto (2009), Jonah Hex  (2010), Drive Angry (2011), The Hit List - Lista di morte (2011), Una spia non basta (2012), The Amazing Spider-Man (2012), Il cavaliere oscuro - Il ritorno (2012), The Bourne Legacy (2012) (anche come stuntman), Gangster Squad (2013), Escape Plan - Fuga dall'inferno (2013) (anche come stuntman), Tokarev (2014) (anche come stuntman), Apes Revolution - Il pianeta delle scimmie (2014), Selma - La strada per la libertà (2014), Joker - Wild Card (2015), Jurassic World (2015), American Ultra (2015), Jack Reacher - Punto di non ritorno (2016), La legge della notte (2016), Vendetta - Una storia d'amore (2017), Jeepers Creepers 3 (2017), Hangman - Il gioco dell'impiccato (2017), Jurassic World - Il regno distrutto (2018), L'amico del cuore (2019), Walkaway Joe (2020) e Il giorno sbagliato (2020).
Sempre negli stessi anni lo si può vedere anche in campo televisivo in alcuni episodi delle serie V.I.P., The Division, Threshold, The Unit, Banshee - La città del male, Nashville e Quarry - Pagato per uccidere e altre.
Continua inoltre anche la sua carriera di stuntman, partecipando a numerosi film, tra cui bisogna citare Showtime (2002), Il maestro cambiafaccia (2002), Starsky & Hutch (2004), Hancock (2008), Daddy Sitter (2009), L'ultimo dei Templari (2011), The Green Hornet (2011), Thor (2011), Transcendence (2014), Fantastic 4 - I Fantastici Quattro (2015), Deepwater - Inferno sull'oceano (2016), Geostorm (2017) e Walkaway Joe (2020).

## Filmografia parziale

### Cinema
- Un amore, una vita (Everybody's All-American), regia di Taylor Hackford (1988)
- Predator 2, regia di Stephen Hopkins (1990)
- L'ultimo boy scout (The Last Boy Scout), regia di Tony Scott (1991)
- The Babe - La leggenda (The Babe), regia di Arthur Hiller (1992)
- Campione per forza (Mr. Baseball), regia di Fred Schepisi (1992)
- Un lavoro da grande (Little Big League), regia di Andrew Scheinman (1994)
- La chiave magica (The Indian in the Cupboard), regia di Frank Oz (1995)
- Wild Bill, regia di Walter Hill (1995)
- L'eliminatore - Eraser (Eraser), regia di Chuck Russell (1996)
- Spawn, regia di Mark A.Z. Dippè (1997)
- My Giant, regia di Michael Lehmann (1998)
- Waterboy, regia di Frank Coraci (1998)
- Fino all'inferno (Inferno), regia di John G. Avildsen (1999)
- Gioco d'amore (For Love of the Game), regia di Sam Raimi (1999)
- Charlie's Angels, regia di McG (2000)
- Animal, regia di Luke Greenfield (2001)
- Spider-Man, regia di Sam Raimi (2002)
- Hot Chick - Una bionda esplosiva (The Hot Chick), regia di Tom Brady (2002)
- Il risolutore (A Man Apart), regia di F. Gary Gray (2003)
- Hulk, regia di Ang Lee (2003)
- Terminator 3 - Le macchine ribelli (Terminator 3: Rise of the Machines), regia di Jonathan Mostow (2003)
- S.W.A.T. - Squadra speciale anticrimine (S.W.A.T.), regia di Clark Johnson (2003)
- La casa di sabbia e nebbia (House of Sand and Fog), regia di Vadim Perelman (2003)
- Last Shot, regia di Jeff Nathanson (2004)
- L'altra sporca ultima meta (The Longest Yard), regia di Peter Segal (2005)
- Domino, regia di Tony Scott (2005)
- Spider-Man 3, regia di Sam Raimi (2007)
- Die Hard - Vivere o morire (Live Free or Die Hard), regia di Len Wiseman (2007)
- Il nome del mio assassino (I Know Who Killed Me), regia di Chris Sivertson (2007)
- Superhero - Il più dotato fra i supereroi (Superhero Movie), regia di Craig Mazin (2008)
- Yes Man, regia di Peyton Reed (2008)
- Terminator Salvation, regia di McG (2009)
- Land of the Lost, regia di Brad Silberling (2009)
- Transformers - La vendetta del caduto (Transformers: Revenge of the Fallen), regia di Michael Bay (2009)
- G-Force - Superspie in missione (G-Force), regia di Hoyt Yeatman (2009)
- Jonah Hex, regia di Jimmy Hayward (2010)
- Drive Angry, regia di Patrick Lussier (2011)
- Selma - La strada per la libertà (Selma), regia di Ava DuVernay (2014)
- American Ultra, regia di Nima Nourizadeh (2015)

### Televisioine
- Will Trent – serie TV, episodio 2x05 (2024)

## Doppiatori italiani
Nelle versioni in italiano delle opere in cui ha recitato, Michael Papajohn è stato doppiato da:
- Saverio Indrio in L'ultimo boy scout
- Davide Marzi in Spider-Man
- Gaetano Varcasia in The Shield
- Vladimiro Conti ne L'altra sporca ultima meta
- Nicola Braile in CSI: NY
- Stefano Benassi in Land of the Lost
- Daniele Valenti in Transformers - La vendetta del caduto
- Guido Sagliocca in Selma - La strada per la libertà
- Sergio Lucchetti in NCIS: New Orleans
- Gerolamo Alchieri in Quarry - Pagato per uccidere
- Massimiliano Plinio in American Ultra
- Stefano Alessandroni in Will Trent